# Turó dels Tremolencs
El Turó dels Tremolencs és una muntanya de 560 metres que es troba entre els municipis de la Garriga i de Figaró-Montmany, a la comarca del Vallès Oriental.
Al cim s'hi trobar un vèrtex geodèsic (referència 291111001).